# Lilia Hassaine
Lilia Hassaine, née en 1991, est une romancière, journaliste française et chroniqueuse de télévision. Elle reçoit le prix Renaudot des lycéens pour son troisième roman, Panorama.

## Biographie

### Formation
Après des études littéraires,, Lilia Hassaine participe, en 2012, au programme Monde Académie du Monde puis intègre, en 2013, l'Institut français de presse dont elle sort diplômée en 2015,.   
Elle travaille pour Arte, Le Parisien et Le Monde, puis, en 2014, remporte le 5e prix Santé et Citoyenneté du meilleur web-documentaire avec De mèche contre le cancer.

### Carrière audiovisuelle
En janvier 2018, Lilia Hassaine rejoint Bangumi, la société de production créée par Yann Barthès. Travaillant dans un premier temps en coulisses, elle participe en plateau à l'émission Trump, Saison 1 présentée par Martin Weill le 27 juin 2017 en prime-time sur TMC et rejoint ensuite l'équipe de chroniqueurs de Quotidien en septembre 2017,.
La journaliste coprésente la rubrique 20h Médias avec Julien Bellver du 8 janvier[source secondaire souhaitée] au 29 juin 2018[source secondaire souhaitée] avant de présenter sa propre chronique, Le Zoom, dans laquelle elle décrypte une image d'actualité, à partir du 3 septembre 2018[source secondaire souhaitée].
En 2019, elle défile pour Jean-Paul Gaultier pendant la Fashion Week. 
Yann Barthès annonce le 2 septembre 2019 le retrait de Lilia Hassaine de Quotidien, pour la promotion de son livre L'Œil du paon. Elle réintègre l'émission le lundi 6 janvier 2020.
Durant la présidentielle 2022, l'écrivaine signe des chroniques dans le quotidien espagnol El País.
Le 21 juin 2022, Yann Barthès annonce que Lilia Hassaine quitte Quotidien à l'occasion de sa dernière chronique.
Le 21 juillet 2022, l'Institut de l'Université de Londres à Paris lui décerne un doctorat honoris causa en littérature.
À la rentrée 2024, elle anime la nouvelle émission littéraire des radios francophones publiques, Etcetera, diffusée le samedi après-midi sur France Inter.

### Carrière de romancière
En septembre 2019, elle publie un premier roman fantastique, chez Gallimard, L'Œil du paon,,,. Son livre est retenu dans la sélection du prix de la Vocation 2020.
Son deuxième roman, Soleil amer, publié en août 2021, aborde l'intégration des populations algériennes dans la société française, des années 1960 aux années 1980. Le Figaro estime que « la plume de Lilia Hassaine est fine, singulière, juste, quand elle parle de la solitude ». En septembre 2021, il figure sur la liste des quinze livres retenus pour le prix Goncourt 2021. En mars 2022, Lilia Hassaine reçoit le 41e Prix littéraire de la Ville de Caen.
Depuis 2022,  Lilia Hassaine est un membre permanent du Prix Méduse.
Son troisième roman, Panorama, publié en août 2023, est une contre-utopie sur le monde d’aujourd’hui autour de la disparition d'une famille et de l'enquête menée par une jeune policière. Jérôme Garcin le qualifie dans L'Obs d'« excellent thriller d’anticipation ».     
Pour Libération, « ce roman à la construction parfaite est une charge accablante contre nos sociétés où chacun dévoile énormément de lui-même, notamment via les réseaux sociaux, tout en restant très méfiant de l’autre
. » Panorama reçoit le Prix de la rentrée à l'occasion de la 27ème édition du festival Les Écrivains chez Gonzague Saint Bris, ainsi que le prix Renaudot des lycéens 2023.

### Polémique
Le 31 mai 2022, Pascal Praud accuse Lilia Hassaine de manipulation à la suite d'une chronique diffusée dans Quotidien la veille. Alors qu'elle évoquait le traitement par les médias d'incidents autour du Stade de France, la chroniqueuse diffuse un extrait de citations d'une quinzaine de seconde tenus par le journaliste de CNews et faisant le lien entre lesdits incidents et le footballeur Karim Benzema. Cet extrait donne à penser que Pascal Praud est raciste, alors qu'il s'agit d'une combinaison de propos tenus à des moments différents. Praud réagit le soir même sur le compte Twitter de sa chaîne puis le lendemain dans son émission, accusant Lilia Hassaine d'avoir diffusé un extrait tronqué pour lui faire dire l'inverse de sa pensée,.

## Ouvrages
- 2019 : L'Œil du paon, Gallimard[32]
- 2021 : Soleil amer, Gallimard[33]
- 2023: Des choses sans importance, L'iconoclaste [34]
- 2023 : Panorama, Gallimard[35]